# Solarussa
Solarussa är en ort och kommun i provinsen Oristano i regionen Sardinien i Italien. Kommunen hade 2 400 invånare (2017).